# Thai Farmers Bank Football Club
La Thai Farmers Bank F.C. era una squadra di calcio thailandese di proprietà della Kasikorn Bank. Fu fondata nel 1987 e sciolta nel 2000 poiché a partire dal 1997, a causa della pesante crisi finanziaria che colpì la Thailandia ed in generale tutta l'Asia, le azioni della Kasikorn bank subirono una pesante perdita con il risultato che gli investitori stranieri le vendettero.
Nella sua breve storia vinse 2 Coppe dei Campioni d'Asia, 1 Coppa dei Campioni afro-asiatica, 5 campionati thailandesi (l'ultimo dei quali proprio nel 2000) e 4 coppe nazionali.

## Palmarès

### Competizioni nazionali
- Thai Premier League: 5

1991, 1992, 1993, 1995, 2000
- Thai FA Cup: 1

1999
- Coppa della Regina: 4

1994, 1995, 1996, 1997

### Competizioni internazionali
- AFC Champions League: 2  (record thailandese)

1993-1994, 1994-1995
- Coppa dei Campioni afro-asiatica: 1

1994

### Altri piazzamenti
- Thai League:

Terzo posto: 2000
- Coppa della Regina:

Finalista: 1991
- AFC Champions League:

Terzo posto: 1995
- Supercoppa d'Asia:

Finalista: 1995
- Coppa dei Campioni afro-asiatica:

Finalista: 1995

## Risultati nelle competizioni AFC
- Asian Club Championship: 5 presenze

1993: 3º turno
1994: Campione
1995: Campione
1996: 3º posto
1997: 2º turno
| Controllo di autorità | VIAF (EN) 125570157 · ISNI (EN) 0000 0000 8665 7345 · LCCN (EN) n86031106 |